# TV Licensing

Logo

TV Licensing ist die Dachmarke für den öffentlichen Auftritt der Unternehmen, die im Vereinigten Königreich von Großbritannien und Nordirland für den Einzug der Rundfunkgebühren zuständig sind.

## Geschichte
Bis zum Jahre 1991 war das Inkasso der Rundfunkgebühren im Vereinigten Königreich Aufgabe des Innenministeriums. In der Praxis waren für das Anmeldewesen, aber insbesondere auch für die Kontrolle der Gebührenpflicht die Polizeibehörden zuständig, was die öffentliche Diskussion über das Gebührenwesen bis heute nachhaltig beeinflusst.
1991 wurde das Gebührenwesen vollständig an die staatliche Rundfunkanstalt BBC übertragen, um Verwaltungsabläufe zu vereinfachen. Innerhalb der BBC wurde daraufhin unter dem Namen TV Licensing Authority eine interne Organisationseinheit gegründet, die strukturell der deutschen GEZ sehr ähnelte. Im Zuge des allgemeinen Outsourcing öffentlicher Aufgaben in Großbritannien wurde auch die TV Licensing Authority privatisiert.

## Heutige Struktur
TV Licensing besteht heute im Wesentlichen aus vier Unternehmen.
Die Capita Business Services Ltd, eine hundertprozentige Tochter der Capita Group mit Sitz in London, ist für den größten Teil der Verwaltungsaufgaben zuständig und nimmt die Hauptrolle innerhalb der Unternehmensgruppe ein. In der Regel wird die Bezeichnung TV Licensing in erster Linie auf dieses Unternehmen bezogen.
Revenues Management Services Ltd ist zuständig für die Bearbeitung von Bargeldzahlungen, während der Kundenservice vor Ort in den Händen der PayPoint Collections Ltd liegt. Öffentlichkeitsarbeit und Marketing sind schließlich an das AMV Consortium übertragen worden.
Die behördliche Rechts- und Fachaufsicht über die gesamte Unternehmensgruppe obliegt nach wie vor der BBC.

## Gebührensystem
Im Vereinigten Königreich besteht Gebührenpflicht, wenn entweder Live-Fernsehübertragungen angeschaut oder aufgenommen werden (ungeachtet des Kanals), oder Programme im iPlayer (Mediathek der BBC) angeschaut oder heruntergeladen werden.
Zum Konsum von Inhalten der Mediatheken anderer privater oder öffentlicher Sendeanstalten ist keine Zahlung der Rundfunkgebühr nötig. Außerdem ist das Bereithalten von Radiogeräten nicht gebührenpflichtig, obwohl die Gebühr auch der Finanzierung von Hörfunkprogrammen der BBC, wie auch der Rundfunkinfrastruktur in Großbritannien, dient.
Die Höhe der jährlichen Rundfunkgebühr beträgt für ein Farbfernsehgerät 157,50 GBP und für ein Schwarzweißgerät 53,00 GBP (Stand 2020).
Verstöße gegen die Gebührenpflicht stellen – anders als in Deutschland – Straftaten dar, die sehr empfindliche rechtliche Konsequenzen (im Einzelfall Freiheitsstrafen) nach sich ziehen können. So erfolgten beispielsweise noch 1994 immerhin 57 % aller strafgerichtlichen Verurteilungen von Frauen aufgrund einer Anklage wegen Gebührenhinterziehung. Seit der Privatisierung gehen diese Zahlen allerdings stark zurück, da zur Aufdeckung von Gebührenstraftaten keine hoheitlichen Maßnahmen mehr zur Verfügung stehen.

## Kritik
Die Gebührenfinanzierung der BBC wird von der britischen Bevölkerung weithin akzeptiert, grundlegende Systemkritik ist folglich selten.
Immer wieder Gegenstand öffentlicher Diskussionen sind jedoch die von TV Licensing eingesetzten Praktiken zur besseren Ausschöpfung des Teilnehmerpotenzials. Ähnlich wie der deutsche ARD ZDF Deutschlandradio Beitragsservice ist auch TV Licensing hierbei mittlerweile weitgehend auf selbst entwickelte Strategien angewiesen. Üblicherweise wird auf dem Markt erworbenes Adressmaterial mit der Teilnehmerdatenbank abgeglichen, später erfolgen dann auch Hausbesuche, bei denen angeblich diverse Einschüchterungstaktiken oder Fangfragen eingesetzt werden.
Diese Kritik ist allerdings zumindest teilweise auch historisch zu begründen, da insbesondere vor 1991 zur Aufdeckung von Gebührenhinterziehung polizeiliche Maßnahmen wie Hausdurchsuchungen eingesetzt wurden, was in der Bevölkerung ein dauerhaft negatives Bild hinterlassen hat.